# Футбол в Албанії
Футбол в Албанії — найпоширеніший в Албанії спорт, популярний серед гравців і вболівальників. Управління здійснює Федерація футболу Албанії.

## Історія
Футбол в Албанії з'явився на початку XX століття. Перший офіційно зафіксований матч відбувся між студентами християнської місії в Шкодері. Гра набирала популярність, і в 1919 році з'явився перший клуб «Влазнія». 1920 року був заснований футбольний клуб «Тирана», а 6 червня 1930 року була заснована Федерація футболу Албанії, яка увійшла до складу ФІФА в 1932 році і до складу УЄФА в 1954 році.
Чемпіонат Албанії стартував у 1930 році, в ньому брали участь шість клубів (першим чемпіоном стала «Тирана»). До теперішнього моменту чемпіонами ставали клуби «Динамо» (Тирана), «Влазнія», «Партизани», «Скендербеу», «17 Нентори», «Фламуртари» і «Теута». Після Другої світової війни футбол став народним спортом, і гра розвивалася на державних підприємствах, у школах, селах і містах. З клубів, утворених у повоєнні роки, виділяються «Партизани» і «Динамо», які підпорядковувалися Міністерству оборони і МВС відповідно. До 1990 року вони перебували у привілейованому становищі, оскільки могли купувати гравців з інших клубів.
Політичні та економічні зміни в країні з 1991 року призвели до того, що гравці отримали право грати за кордоном: багато досвідчених футболістів поїхали грати в Грецію, на Балкани, в Західну Європу і навіть Україну. Близько 200 футболістів грає за кордоном.

## Система ліг
Албанська ліга поділяється на 4 ліги: Албанська Суперліга (Вища категорія) була утворена в 1930 році і є найвищою, отримавши своє ім'я і свій статус у 1998 році. Ліга налічує 12 команд. Другою лігою по силі є Перша ліга (Перша категорія), далі йде Друга ліга (Друга категорія), розділений на дві групи A і B. Третя ліга (Третя категорія) є самою слабкою і близька до аматорських чемпіонатів. Чемпіони Албанії беруть участь у Лізі чемпіонів УЄФА з першого кваліфікаційного раунду, срібний призер вирушає до Ліги Європи УЄФА, в перший кваліфікаційний раунд. Рекордсменом за кількістю перемог у чемпіонаті є команда «Тирана» (24 титулу).
| Рівень       | Назва                                                                         | Назва                                                                         | Назва                                                                         | Назва                                                                         | Назва                                                                         | Назва                                                                         | Назва                                                                         | Назва                                                                         | Назва                                                                         | Назва                                                                         | Назва                                                                         | Назва                                                                         |
| 1            | Албанська Суперліга 10 клубів                                                 | Албанська Суперліга 10 клубів                                                 | Албанська Суперліга 10 клубів                                                 | Албанська Суперліга 10 клубів                                                 | Албанська Суперліга 10 клубів                                                 | Албанська Суперліга 10 клубів                                                 | Албанська Суперліга 10 клубів                                                 | Албанська Суперліга 10 клубів                                                 | Албанська Суперліга 10 клубів                                                 | Албанська Суперліга 10 клубів                                                 | Албанська Суперліга 10 клубів                                                 | Албанська Суперліга 10 клубів                                                 |
| ↓↑ 2 клубу   |                                                                               |                                                                               |                                                                               |                                                                               |                                                                               |                                                                               |                                                                               |                                                                               |                                                                               |                                                                               |                                                                               |                                                                               |
| 2            | Перша ліга 20 клубів, 2 групи по 10 клубів                                    | Перша ліга 20 клубів, 2 групи по 10 клубів                                    | Перша ліга 20 клубів, 2 групи по 10 клубів                                    | Перша ліга 20 клубів, 2 групи по 10 клубів                                    | Перша ліга 20 клубів, 2 групи по 10 клубів                                    | Перша ліга 20 клубів, 2 групи по 10 клубів                                    | Перша ліга 20 клубів, 2 групи по 10 клубів                                    | Перша ліга 20 клубів, 2 групи по 10 клубів                                    | Перша ліга 20 клубів, 2 групи по 10 клубів                                    | Перша ліга 20 клубів, 2 групи по 10 клубів                                    | Перша ліга 20 клубів, 2 групи по 10 клубів                                    | Перша ліга 20 клубів, 2 групи по 10 клубів                                    |
| ↓↑ 2-4 клубу |                                                                               |                                                                               |                                                                               |                                                                               |                                                                               |                                                                               |                                                                               |                                                                               |                                                                               |                                                                               |                                                                               |                                                                               |
| 3            | Друга ліга 22 клуби + 2 клубних резерву, 2 групи по 12 клубів                 | Друга ліга 22 клуби + 2 клубних резерву, 2 групи по 12 клубів                 | Друга ліга 22 клуби + 2 клубних резерву, 2 групи по 12 клубів                 | Друга ліга 22 клуби + 2 клубних резерву, 2 групи по 12 клубів                 | Друга ліга 22 клуби + 2 клубних резерву, 2 групи по 12 клубів                 | Друга ліга 22 клуби + 2 клубних резерву, 2 групи по 12 клубів                 | Друга ліга 22 клуби + 2 клубних резерву, 2 групи по 12 клубів                 | Друга ліга 22 клуби + 2 клубних резерву, 2 групи по 12 клубів                 | Друга ліга 22 клуби + 2 клубних резерву, 2 групи по 12 клубів                 | Друга ліга 22 клуби + 2 клубних резерву, 2 групи по 12 клубів                 | Друга ліга 22 клуби + 2 клубних резерву, 2 групи по 12 клубів                 | Друга ліга 22 клуби + 2 клубних резерву, 2 групи по 12 клубів                 |
| ↓↑ 2 клубу   |                                                                               |                                                                               |                                                                               |                                                                               |                                                                               |                                                                               |                                                                               |                                                                               |                                                                               |                                                                               |                                                                               |                                                                               |
| 4            | Третя ліга 11 клубів + 7 клубних резервів, 2 групи з 10 і 8 клубів відповідно | Третя ліга 11 клубів + 7 клубних резервів, 2 групи з 10 і 8 клубів відповідно | Третя ліга 11 клубів + 7 клубних резервів, 2 групи з 10 і 8 клубів відповідно | Третя ліга 11 клубів + 7 клубних резервів, 2 групи з 10 і 8 клубів відповідно | Третя ліга 11 клубів + 7 клубних резервів, 2 групи з 10 і 8 клубів відповідно | Третя ліга 11 клубів + 7 клубних резервів, 2 групи з 10 і 8 клубів відповідно | Третя ліга 11 клубів + 7 клубних резервів, 2 групи з 10 і 8 клубів відповідно | Третя ліга 11 клубів + 7 клубних резервів, 2 групи з 10 і 8 клубів відповідно | Третя ліга 11 клубів + 7 клубних резервів, 2 групи з 10 і 8 клубів відповідно | Третя ліга 11 клубів + 7 клубних резервів, 2 групи з 10 і 8 клубів відповідно | Третя ліга 11 клубів + 7 клубних резервів, 2 групи з 10 і 8 клубів відповідно | Третя ліга 11 клубів + 7 клубних резервів, 2 групи з 10 і 8 клубів відповідно |

## Кубкові турніри
Кубок Албанії з футболу є провідним кубковим турніром. Він був заснований в 1939 році. Переможець його вирушав до Ліги Європи, перший кваліфікаційний раунд. Рекордсменом за кількістю перемог є клуб «Партизани». 1989 року був заснований Суперкубок Албанії з футболу, який відкривав кожен сезон матчем чемпіона і володаря кубка країни. Проводиться також чемпіонат Албанії з футболу серед жінок.

## Збірна
Перший міжнародний матч збірна Албанії зіграла в 1946 році проти Югославії. Ще в 1932 році Албанія приєдналася до ФІФА, але не змогла взяти участь у чемпіонаті світу 1934 року через проблеми з логістикою. Перша і єдина на поточний момент участь Албанії в турнірах датується 2016-м роком, коли Албанія зіграла три матчі на чемпіонаті Європи, здобувши першу перемогу над Румунією з рахунком 1:0, посівши 3-е місце у групі (перший гол збірної забив Армандо Садка). Провідним гравцем збірної і капітаном є Лорик Цана, відомий за іграми в чемпіонаті Франції, англійському «Сандерленді» та італійською «Лаціо».